# Shuttarna II

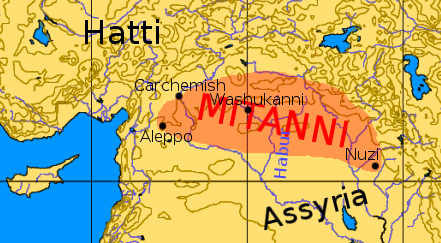
Regno di Mitanni

Shuttarna II (anche Šuttarna; fl. XIV secolo a.C.) è stato un re urrita del regno di Mitanni agli inizi del XIV secolo a.C..

## Biografia
Discendeva e probabilmente era un figlio del grande re mitanno Artatama I, anche se non esistono prove su eventuali legami di parentela tra i due.
Il suo regno è databile alla prima metà del XIV secolo a.C. essendo questo sovrano spesso citato nella corrispondenza diplomatica egizia rinvenuta ad Amarna e corrispondente al regno del faraone egizio Amenhotep III (1388-1348 a.C.), di cui Shuttarna era alleato in funzione anti-ittita. La figlia di Shuttarna, Kilu-Hepa (anche Gilukhipa) fu data in sposa ad Amenhotep III per suggellare l'alleanza tra le due casate reali.
Sotto Shuttarna il regno di Mitanni raggiunse l'apice del suo potere e della sua prosperità: il cuore del regno era nel bacino del fiume Habur, dove si trovava la capitale Washshukanni, e giungeva fino più o meno all'Oronte, con l'Assiria e Arrapha nell'est che erano suoi regni vassalli. Gli ittiti cercarono di invadere i confini settentrionali delle terre di Mitanni, ma furono sconfitti da Shuttarna.
A lui successe Tushratta o forse Artashumara in dubbie circostanze.